# ای‌دی‌کی
ای‌دی‌کی (انگلیسی: ADK) شرکت بازی ویدئویی ژاپنی است، که در سال ۱۹۸۰ تأسیس شد.